# Vapor a l'antiga Grècia
Els invents propulsats per l'energia del vapor ja van ser vigents a l'antiga Grècia al voltant del segle i aC gràcies a l'interès de l'inventor alexandrí Heró d'Alexandria, que va investigar, entre d'altres, en camps com el de la mecànica, que derivaria a la investigació en conceptes com la energia tèrmica, la llei de "l'acció-reacció" o els autòmats.
Tot i que se'n coneixen escassos i amb utilitats secundàries, se'ls consideren els precedents indirectes de futurs invents com és la turbina de vapor segles més tard, a l'hora que una mostra del coneixement científic de la civilització d'aleshores.

## Context
Durant l'Imperi Alexandrí, els invents i la ciència van tenir un paper important per a la societat, i arran d'aquestes inquietuds, un dels inventors que destacà en l'àmbit de la mecànica va ser Heró d'Alexandria, que va descobrir una forma arcaica de la llei de l'acció-reacció, la qual cosa el va portar al camp de la investigació i realització dels autòmats. Cap d'aquests invents destacà especialment a la societat d'aleshores, doncs existien diferents necessitats a causa d'una estructura diferent, com a diferència, per exemple, de la societat pre-industrial, i per tant, no es consta que aquests invents s'arribessin a desenvolupar més enllà de sistemes senzills i lúdics, o per altres investigadors d'aleshores que no siguin Heró d'Alexandria, però malgrat això són de les primeres inquietuds per desenvolupar invents amb vapor dins la història de la màquina de vapor.

Animació del motor d'eolípila amb vapor.

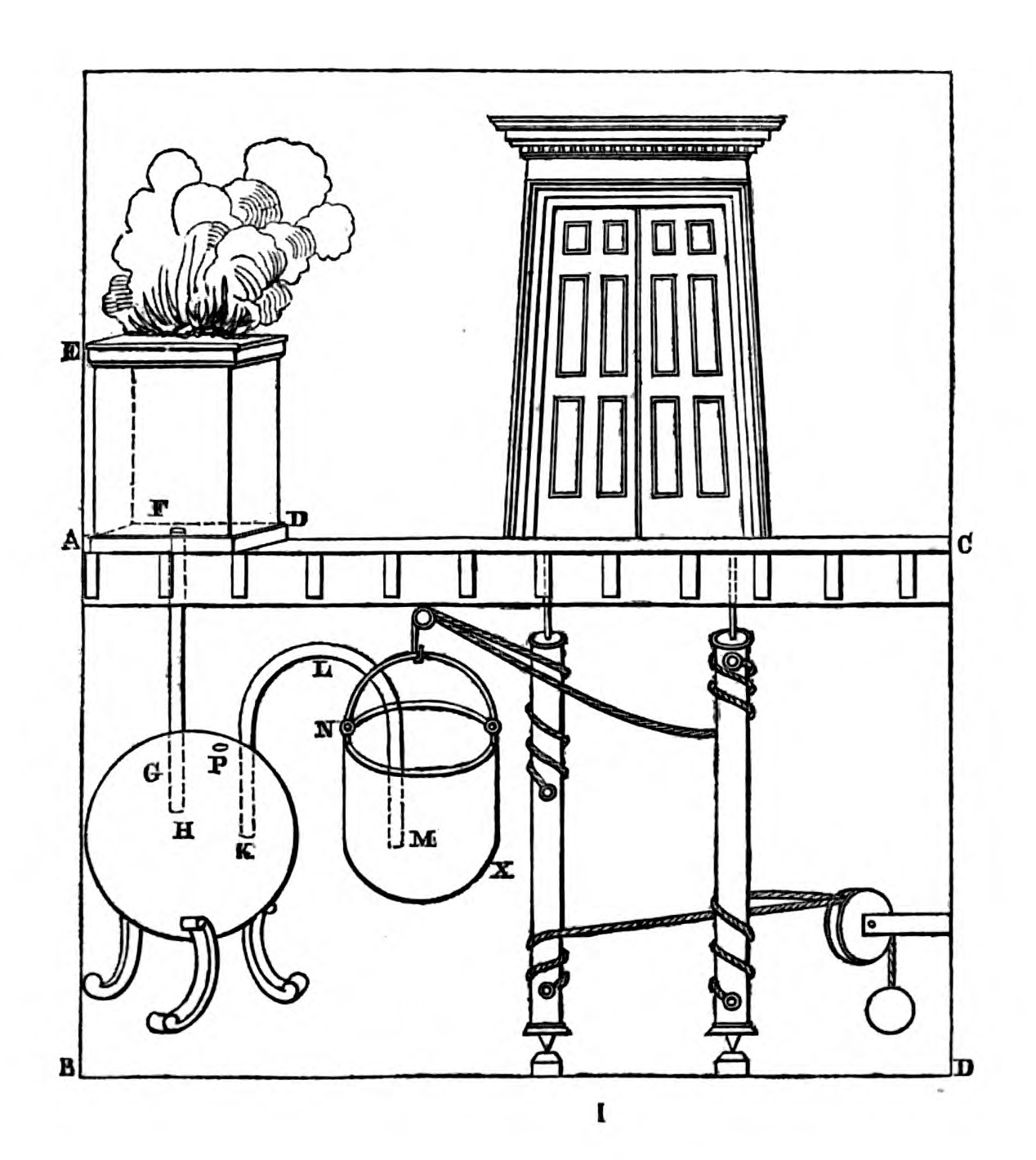
Portes automàtiques del Temple d'Heró.

## L'eolípila
L'eolípila es considera la primera màquina de vapor, inventada per Heró d'Alexandria.
Va ser descoberta mitjançant diversos experiments amb el foc i l'aigua (vapor d'aigua) i la llei de "l'acció-reacció". Aquest invent, considerat també una màquina tèrmica, era capaç de transformar la energia tèrmica en mecànica, generant un moviment. El seu mecanisme, simple, constava d'una bola suspesa plena d'aigua (o alcohol en altres casos) amb dos tubets per on sortia el vapor d'aigua que es generava amb l'acció d'una flama de foc situada a més avall de la bola.
Tot i aquest nou descobriment, aquesta màquina no va tenir gaire interès per a les persones de l'època, doncs, en una societat dividida en homes lliures i esclaus, la necessitat de qualsevol màquina automàtica era prescindible, doncs es comptava amb molta mà d'obra barata per a la gran majoria de treballs físics, deixant la utilitat de la eolípila en un segon pla, com una simple joguina o entreteniment, sumat amb el fet que, la decadència de l'Imperi Alexandrí, va fer que també es perdés un interès en la ciència.

## Temple d'Heró
Funcionament de les portes del Temple d'Heró
Un altre mecanisme on la presència de l'energia del vapor va existir, és a l'anomenat Temple d'Heró.
El Temple d'Heró és un temple grec en el qual Heró d'Alexandria va instal·lar diversos mecanismes subterranis, i per tant, en aquest cas, el mecanisme de vapor es trobava a les grans portes, les quals s'obrien automàticament quan s'encenia un foc al seu costat. Aquest foc estava connectat a un dipòsit subterrani d'aigua que, quan s'escalfava, augmentava la pressió de l'aire, i mitjançant un sistema de contrapesos, es feien girar uns mecanismes per moure les portes del temple.
A més, també es diu que s'aprofitava el soroll de l'aire quan es refredava per crear així uns primitius efectes especials de so, anomenant-los "sorolls celestials", que formaven part d'un gran conjunt d'efectes més a l'interior del temple (com són els titelles o els autòmats) que impressionaven a les persones.
Aquesta pràctica, doncs, va adoptar un caràcter més espectacular i màgic que no pas utilitari o científic, fet que va fer que abans de considerar Heró d'Alexandria un geni o un científic, la majoria de gent, ignorant els trucs reals dels seus mecanismes, el va considerar com "el Mag".

## La filosofia mou la tecnologia
Com en qualsevol desenvolupament de qualsevol civilització, és fonamental el progrés mental pel progrés pràctic. Amb l'aparició de l'amor per la saviesa, fruit de la inquietud pel coneixement, el desig de comprendre, i l'aparició de la necessitat de fer-se preguntes, la civilització grega es converteix en pionera dins el camp de la ciència i aporta molts avenços claus per l'evolució tecnològica. Les primeres preguntes que s'intenten respondre en filosofia són "D'on venim?" i "De què està fet el món?".
Sabent això, cal esmentar que des del punt de vista cosmològic, Tales de Milet, un geni interdisciplinari de l'Antiga Grècia, deia que l'aigua era el principi de totes les coses. Altres filòsofs plantejaven que ho eren el foc i la terra, o també l'aire. Si més no, queden clarament ressaltats quins eren els quatre elements principals als quals van recórrer els filòsofs grecs per explicar-se l'origen de totes les coses. Així doncs, no és tan estrany descobrir que l'ús del vapor per a finalitats tecnològiques i mecàniques troba el seu origen molt abans de la revolució industrial del segle xix, acompanyada i impulsada pel naixement de la ciència i la filosofia.

### La influència de la geografia en la filosofia i la tecnologia
Un factor clau per comprendre la importància d'un element com l'aigua en la cultura grega és la seva geografia. Grècia està composta en gran part per illes, ubicacions quasi més identificatives i essencials pel transcurs de la història que la part continental. Així doncs, la cultura de l'aigua, la cultura marítima, sempre ha estat més desenvolupada per la seva proximitat i per ser un dels recursos principals de totes les illes.
Les comunicacions marítimes són una extremitat més d'aquestes illes. L'aigua és el bressol per on han viatjat vaixells que arribaven a port plens de idees, cultures i canvis. L'aigua i Grècia. Les construccions marítimes: ports vaixells, barques... Un exemple seria el pont que Mandrocles va construir sobre les mateixes barques per a què 100.000 guerrers hi desfilessin. La seva longitud era de 1.600 metres, narra Arxivat 2021-01-18 a Wayback Machine. Heròdot.